# 黄峻 (全国政协委员)
黄峻（1945年—），汉族，中华人民共和国政治人物、全国政协委员。
担任民盟江苏省委副主委、南京医科大学博士生导师。2008年，当选第十一届全国政协委员，代表医药卫生界，分入第四十五组。。